# Amparo Valcarce
María Amparo Valcarce García (Fabero, León, 24 de enero de 1956) es una política española, actual secretaria de Estado de Defensa desde 2022. Previamente, entre julio de 2020 y mayo de 2022 fue subsecretaria de Defensa y entre junio de 2018 y julio de 2020 directora general de Reclutamiento y Enseñanza Militar en el Ministerio de Defensa que lidera Margarita Robles.
Entre 2004 y 2009 fue secretaria de Estado de Servicios Sociales, Familias y Discapacidad y de Política Social y de 2009 a 2011, Delegada del Gobierno en la Comunidad de Madrid.
Fue una de las impulsoras de la Ley 39/2006 de Promoción de la Autonomía Personal y Atención a Personas en Situación de Dependencia (más conocida como Ley de Dependencia), que ha garantizado por primera vez a las personas españolas el derecho universal a recibir un catálogo de servicios o prestaciones económicas en caso de no poder valerse por sí mismos.
Fue vicesecretaria general del PSOE de Castilla y León.

## Primeros años y estudios
Nacida en la localidad berciana de Fabero (León), es licenciada en Geografía e Historia por la Universidad de Oviedo y ha dedicado su vida profesional a la educación y la política.
Fue docente, directora de Instituto e inspectora de Educación en León antes de dedicarse por completo a la política.
Es autora también de diversas publicaciones científicas y pedagógicas.

## Trayectoria política
Afiliada al Partido Socialista Obrero Español (PSOE), fue elegida concejala en el Ayuntamiento de Fabero en 1991, donde se encargó del área de servicios sociales y de la tenencia de Alcaldía. En 1995 fue nombrada consejera comarcal de El Bierzo.
En 1996, dio el salto a la política nacional al ser elegida diputada por la circunscripción de León. Valcarce ocupó el segundo lugar en las listas del PSOE de León al Congreso de los Diputados tras el entonces secretario provincial, José Luis Rodríguez Zapatero.
Desde 1996 hasta 2004, desempeñó una intensa actividad parlamentaria y fue portavoz del Grupo Parlamentario Socialista en las Comisiones de Educación, Cultura y Deporte, Formación Profesional y RTVE. Además, defendió en el Congreso los asuntos relacionados con la provincia de León.
Desde septiembre de 2008 hasta 2011 ocupa el cargo de vicesecretaria general del PSOE de Castilla y León.

### Secretaria de Estado
Tras la victoria del PSOE en las elecciones generales españolas de 2004 (en las que volvió a resultar elegida diputada por León), fue nombrada secretaria de Estado de Servicios Sociales, Familias y Discapacidad en el Ministerio de Trabajo y Asuntos Sociales. En 2008, volvió a ser elegida diputada por León y fue nombrada Secretaria de Estado de Política Social, cargo que asumió las competencias de su anterior Secretaría de Estado y desempeño hasta abril de 2009.
Desde su Secretaría de Estado, Valcarce fue, junto al ministro Jesús Caldera y el director general del IMSERSO Ángel Rodríguez Castedo, una de las impulsoras clave de la Ley 39/2006 de Promoción de la Autonomía Personal y Atención a Personas en Situación de Dependencia (Ley de Dependencia), uno de los proyectos más emblemáticos de la primera legislatura del Gobierno de José Luis Rodríguez Zapatero.
La Ley, aprobada en diciembre de 2006, reconoció un nuevo derecho de ciudadanía en España: el de las personas en situación de dependencia (aquellas que no se pueden valer por sí mismas, personas mayores y discapacitados graves) a recibir un catálogo de servicios y prestaciones por parte del Estado y garantiza a estas personas un acceso igual al margen de su Comunidad Autónoma de residencia.
La norma creó el Sistema de Autonomía y Atención a la Dependencia (SAAD) en España, conocido como el «cuarto pilar del Estado del Bienestar», ya que reconoció y creó un derecho subjetivo universal en este país tras el sistema de salud, el educativo y el de pensiones. Con esta Ley, las administraciones públicas españolas (en este caso, las comunidades autónomas), están obligadas a otorgar servicios sociales (plazas residenciales, ayuda a domicilio, teleasistencia, plazas en centros de día o de noche) o prestaciones económicas (para el cuidador familiar o para contratar un asistente personal) a los ciudadanos que necesiten ayuda para realizar las actividades básicas de la vida diaria. La norma contó con el respaldo de los agentes sociales (sindicatos y empresarios), del movimiento asociativo de las personas mayores y personas con discapacidad y de una gran mayoría parlamentaria.

### Delegada del Gobierno
Desde el 29 de abril de 2009 al 1 de abril de 2011 fue delegada del Gobierno en la Comunidad de Madrid. En enero de 2011 fue designada número dos en las listas, encabezadas por Tomás Gómez, del PSOE a las elecciones a la Asamblea de Madrid.

### Con posterioridad
El 19 de junio de 2018 fue nombrada directora general de Reclutamiento y Enseñanza Militar en el Ministerio de Defensa liderado por Margarita Robles. El 1 de julio de 2020, tras la salida del SEDEF, Ángel Olivares, Robles reformó la cúpula civil del Ministerio, nombrando a Valcarce subsecretaria de Defensa.
En mayo de 2022, fue nombrada secretaria de Estado de Defensa.